# Tandragee 100
La Tandragee 100 est une course sur route de motos organisée chaque année en avril depuis 1958 sur les routes de campagne près de la ville de Tandragee (en) (de l'irlandais : Tóin re Gaoith , signifiant « à l'envers du vent »), un village du comté d'Armagh au sud-ouest de Belfast, en Irlande du Nord au Royaume-Uni.
L'évènement a fêté son 60e anniversaire en 2022, les épreuves n'ayant pas eu lieu en 1972, 2001, 2010, 2020 et 2021. La course s'appelle officiellement le « Around A Pound (Environ une livre) Tandragee 100 ».

## Histoire
La première course du North Armagh Motorcycle & Car Club (en abrégé : North Armagh MC & CC) s'est déroulée le samedi 19 avril 1958 sur une distance de 100 miles (161 km) - d'où le numéro dans le nom. Pour des raisons de sécurité et d'organisation, ainsi qu'en raison des performances accrues des machines participantes, la distance a été réduite à plusieurs reprises.
Selon les classes de course, seuls quatre à sept tours sont désormais parcourus sur le circuit, si bien qu'une course dure en moyenne quinze minutes. C'est l'une des premières courses de la saison des courses sur route irlandaise. Les qualifications ont lieu le vendredi et les courses le samedi. Le parcours est inchangé depuis l'origine.
Chaque année, environ 150 pilotes, dont certains sont célèbres, prennent le départ. La Tandragee 100 est la plus grande course sur route d'Irlande du Nord, attirant des concurrents du monde entier. Le nombre de spectateurs dépasse les 15 000 et les téléspectateurs se comptent également par milliers.
En 2022, la Tandragee 100 a attiré près de 300 inscriptions, ainsi que des concurrents étrangers. Chaque année environ 30 nouveaux venus viennent se mesurer sur le circuit aux pilotes nationaux et internationaux qui souvent vont ensuite s'illustrer à l'île de Man.

### Le circuit
La Tandragee 100 a conservé son caractère d'origine et est souvent surnommée « Real Road Racing » ou « mini TT ». Le paddock est installé dans les prés des agriculteurs locaux et par mauvais temps, fréquent en Irlande, les machines doivent être poussées au départ à cause de la boue qui se forme. Compte tenu des conditions difficiles de la piste, de nombreux pilotes voient la course comme une préparation pour le Tourist Trophy de l'île de Man.
Le parcours de la Tandragee 100 est long de 8,6 km (5,3 miles) et se déroule sur des routes publiques sinuant entre les collines peu élevées du comté d'Armagh.
Ce parcours a été élu 4e meilleur circuit de course sur route au monde derrière le Tourist Trophy de l'île de Man, le circuit de Macao et le Grand Prix d'Ulster,.
Plusieurs catégories sont actuellement disputées, Tandragee 100, Classic, 125 cm3, 250 cm3, Open, Junior et Senior Support, Supersport 600, etc. Selon la catégorie les pilotes doivent parcourir de 4 à 7 boucles.

### L'organisation

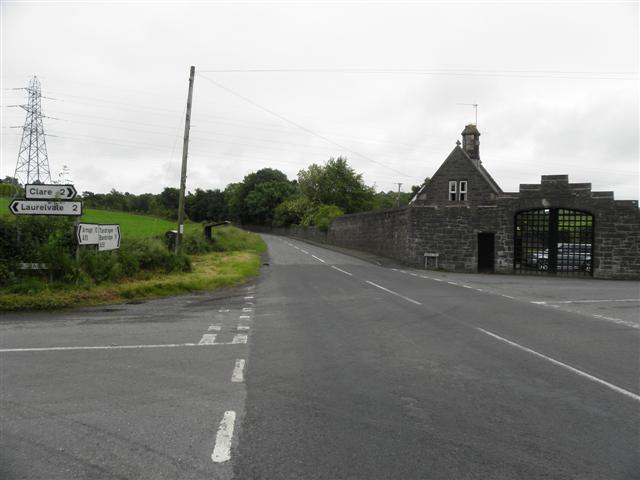
Une route empruntée par la Tandragee 100, Armagh Road (A51).

Il y a neuf classes, dont deux sont ouvertes. Toute personne possédant une licence de course conformément au règlement a le droit de prendre le départ. Les pilotes doivent se qualifier à l'avance pour entrer dans les classes qui comptent pour les championnats d'Irlande et d'Ulster.
Le droit de participer aux courses en 2016 était de 315 € (240 £) et de 80 € (65 £) pour les classiques.
Par rapport à des séries de course comme le championnat du monde de moto, les coûts pour les coureurs sont très faibles. Mais en conséquence, les récompenses sont également faibles. En 2016, le vainqueur de la classe H a reçu 290 € (250 £), le vainqueur de la classe C William Dunlop 464 € (400 £) et le vainqueur en catégorie H Ryan Farquhar 1 160 € (1 000 £) de bonus.
À titre de comparaison, en 2016, Honda offrait un prix de 14 800 € à l'ADAC Northern Europe Cup dans la catégorie Moto3.
| Catégorie | Nom                 | Cylindrées                           | Championnat                                      | Nbre de tours |
| --------- | ------------------- | ------------------------------------ | ------------------------------------------------ | ------------- |
| A         | Open Race           | 201 à 1010 cm³                       | Course ouverte à "tout le monde" sans classement | 6             |
| B         | Junior Support Race | 201 / 400 / 650 cm³ / Supertwins     | Championnat irlandais / Ulster                   | 5             |
| C         | Supersport          | 600 / 675 / 750 cm³                  | Championnat irlandais / Ulster                   | 6             |
| D         | Classique a         | jusqu'à 250 cm³                      | –                                                | 5             |
| D         | Classique b         | 251 à 350 cm³                        | –                                                | 5             |
| D         | Classique b         | 351 à 1000 cm³                       | Championnat irlandais / Ulster                   | 5             |
| E         | 250GP               | 250 cm³                              | Championnat irlandais / Ulster                   | 4             |
| E         | Historique          | –                                    | Course ouverte à "tout le monde" sans classement | 4             |
| F         | Lightweight         | 125 / 450 cm³                        | Championnat irlandais / Ulster                   | 5             |
| G         | Senior support      | bis 750 cm³ incl. 650-cm³-Supertwins | Championnat irlandais / Ulster                   | 5             |
| H         | Supertwins          | 650 cm³                              | Championnat irlandais / Ulster                   | 5             |
| I         | Senior Open         | 590 à 1010 cm³                       | Championnat irlandais / Ulster                   | 7             |

La grille de départ est basée sur les résultats des qualifications respectives de chaque pilote par groupes de 15 pilotes. Chaque départ arrêté est donné avec un écart de 30 secondes par rapport au groupe précédent. En essais libres, chaque pilote a droit à au moins cinq tours. Sans tour d'entraînement, le pilote n'est pas admis au départ.

## Les pilotes

### Quelques participants célèbres
En 1959, un grand pilote moto, Ralph Bryans (premier Nord-Irlandais champion du monde en catégorie 50 cm3 en 1965) faisait ses débuts au Tandragee 100.
La ville de Ballymoney, à environ une heure de route au nord de Tandragee, est le fief de la famille Dunlop, dont les membres (Joey, Robert, William et Michael) se sont fréquemment retrouvés sur les listes des meilleurs et des vainqueurs.
Cependant, depuis 2016, Ryan Farquhar (en) est le participant le plus titré. La même année, il a établi un nouveau record du tour dans la catégorie Supertwin avec une vitesse moyenne de 103,694 mph (166,879  km/h).
Ces dernières années, le populaire duo Michal Dokoupil et Veronika Hankocyova (Tchéquie), Daniel Mettham (Nouvelle-Zélande), Kenny Hinck, Chris Meyer, Mathias Winkenjohann et Vassilios Takos (Allemagne), Enrico Rocchi (Italie) et Mel Gantly (Canada) sont quelques-uns des animateurs étrangers particulièrement apprécies du public de la Tandragee 100.
| Pilote           | Victoires | Période   |
| ---------------- | --------- | --------- |
| Ryan Farquhar    | 19        | 1995–2016 |
| Joey Dunlop      | 18        | 1971–2000 |
| Brian Reid       | 14        | 1980–1994 |
| Michael Dunlop   | 11        | 2006–2013 |
| Ray McCullough   | 10        | 1971–1982 |
| Phillip McCallen | 9         | 1988–1999 |
| Sam McClements   | 8         | 1981–1989 |
| William Dunlop   | 8         | 2008–2016 |
| Robert Dunlop    | 7         | 1985–2006 |

En 2022, Barry Davidson remporte la Junior Classic et la catégorie 350, Brian Mateer la catégorie 250, Jack Oliver la Junior Support et Dominic Herbertson la catégorie Supersport 600. Les autres courses ont été annulées en 2022 en raison du mauvais temps.

### Accidents mortels
Des accidents spectaculaires se produisent encore et encore dans les courses sur route ouverte, y compris la Tandragee 100. Le parcours étant constitué de routes publiques, il n'y a pas de dispositifs de sécurité tels que des zones de dégagement ou des protections contre les collisions sur les obstacles. Par rapport à d'autres événements tels que le TT de l'île de Man, le North West 200 ou le Grand Prix d'Ulster, il y a eu relativement peu d'accidents mortels dans l'histoire de la course. Au total, dix pilotes et deux spectateurs sont décédés à ce jour (en 2017).
| Pilote               | Année |
| -------------------- | ----- |
| Bob Thompson         | 1961  |
| Michael Shanahan     | 1977  |
| Rab Duncan           | 1990  |
| Oral Watson          | 1992  |
| Daniel Humphreys     | 1996  |
| Maurice Wilson       | 2004  |
| John Donnan          | 2007  |
| Martin Finnegan (en) | 2008  |
| Noel Murphy          | 2014  |
| Dario Cecconi        | 2017  |